# Teodor Teodorov
Teodor Ivanov Teodorov (in bulgaro Теодор Иванов Теодоров?; Elena, 8 aprile 1859 – Borovec, 5 agosto 1924) è stato un politico bulgaro e primo ministro del regno di Bulgaria immediatamente dopo la fine della prima guerra mondiale.
Teodorov si mise in evidenza per il suo sostegno alla riforma del sistema legale bulgaro e prese parte ad una commissione istituita nel 1911 che infine elaborò la Legge di Giustizia Amministrative che istituiva una Corte Suprema.
Fu chiamato a guidare una coalizione di governo dopo le dimissioni di Aleksandăr Malinov il 28 novembre 1918 e si sforzò di mantenere l'ordine nel paese sconfitto. Inizialmente si pose come oppositore di Aleksandăr Stambolijski ma in seguito fu costretto ad ammettere il leader dell'Unione Agraria Popolare nel suo governo e poi cedette a Stambolijski il ruolo di primo ministro il 6 ottobre 1919. In seguito a ciò Teodorov non ricoprì più alcun incarico nella politica bulgara.